# André-Daniel de Beaupoil de Saint-Aulaire
André-Daniel de Beaupoil de Saint-Aulaire (* 16. Juni 1651 in Saint-Aulaire im Limousin; † 18. November 1734 in Périgueux) war ein französischer Bischof.

## Leben
André-Daniel de Beaupoil war der mittlere der drei Söhne von Daniel de Beaupoil de Saint-Aulaire und Guyonne de Chauvigny de Blot, seiner zweiten Ehefrau seit 1643, und der jüngere Bruder des Dichters François-Joseph de Beaupoil de Saint-Aulaire (1648–1742). Über seine Ausbildung ist wenig bekannt, nur dass er Doktor der Theologie an der Universität Bourges war. Er erhielt 1666 in Limoges die Tonsur und wurde 1682 zum Priester geweiht.
Danach war er am Seminar Saint-Sulpice in Paris, vor allem aber am Priesterseminar in Limoges tätig. 1693 erhielt er das Priorat Thoy und wurde dann Erzpriester von La Porcherie. Er war Oberer des Priesterseminars dieser Stadt und Generalvikar des Bischofs von Périgueux. Bei einer am 25. April 1695 in Gorre vorgenommenen Taufe unterschrieb er als „Missionspriester“ (prêtre missionnaire).
Am 18. April 1702 zum Bischof von Tulle ernannt, wurde er am 25. September bestätigt und am 3. Oktober vom Erzbischof von Rouen zum Bischof geweiht. Am 14. Januar 1703 wurde er feierlich eingeführt.
Er gründete 1706 eine Niederlassung der Barmherzigen Schwestern von Nevers, deren Oberin Marcelline Pauper 1708 in Tulle im Ruf der Heiligkeit starb. 1714 nahm er an der Versammlung des Klerus teil. Am 8. September 1721 legte er seinen Bischofssitz nieder und zog sich zu den Missionspriestern von Périgueux zurück, wo er 1734 starb und begraben wurde.